# Hank Shermann
Hank Shermann, pseudonimo di René Krolmark (11 luglio 1958), è un chitarrista danese.

## Biografia
Shermann ha cominciato a suonare la chitarra nel 1977. È conosciuto soprattutto come membro del gruppo heavy metal Mercyful Fate, formatosi nel 1981 e scioltosi nel 1985 per poi ricomporsi nel 1993. Ha anche suonato con altre band quali Brats, Fate, Force of Evil, ecc. Frequentemente ha collaborato con gli svedesi Witchery.